# 石羊河高原鰍
石羊河高原鰍（學名：Triplophysa shiyangensis）為輻鰭魚綱鯉形目條鰍科高原鰍屬的其中一種。分布於亞洲中國甘肅省石羊河流域，體長可達10.3公分，棲息在河川底層水域，生活習性不明。

## 扩展阅读
維基物種上的相關：石羊河高原鰍